# Chiesa di Santa Maria Assunta (Castellarano)
La chiesa di Santa Maria Assunta è la parrocchiale di Castellarano, in provincia di Reggio Emilia e diocesi di Reggio Emilia-Guastalla; fa parte del vicariato della Valle del Secchia.

## Storia
La prima citazione della pieve di Castellarano risale all'898; si trattava di un ampio edificio a tre navate dotato di cripta.
La pieve è nuovamente menzionata in documenti datati 944, 980, 1160 e 1224; nel XII secolo era stata concessa in enfiteusi al marchese Bonifacio di Canossa.
Dalla relazione della visita pastorale del 1543 del vescovo Marcello Cervini degli Spannocchi si apprende che la chiesa non era in buone condizioni.
Negli anni trenta del Seicento iniziò la ricostruzione della parrocchie, la quale nel 1652 non risultava però ancora terminata; ulteriori lavori vennero condotti nel 1678 e nel 1683 si provvide a riedificare il campanile.
Nel 1707 il vescovo Ottavio Picenardi visitò la chiesa, la quale poté dirsi del tutto completa appena nel 1720.
Tra il 1899 e il 1901 la parrocchiale fu interessata da alcuni lavori, in occasione dei quali venne riscoperta la cripta; nel 1912 si provvide a restaurare la facciata e la torre campanaria.
Il campanile fu nuovamente ristrutturato nel 1975 e nel biennio 2020-21 la chiesa venne sottoposta a un importante processo di consolidamento e messa in sicurezza.

## Descrizione

### Esterno

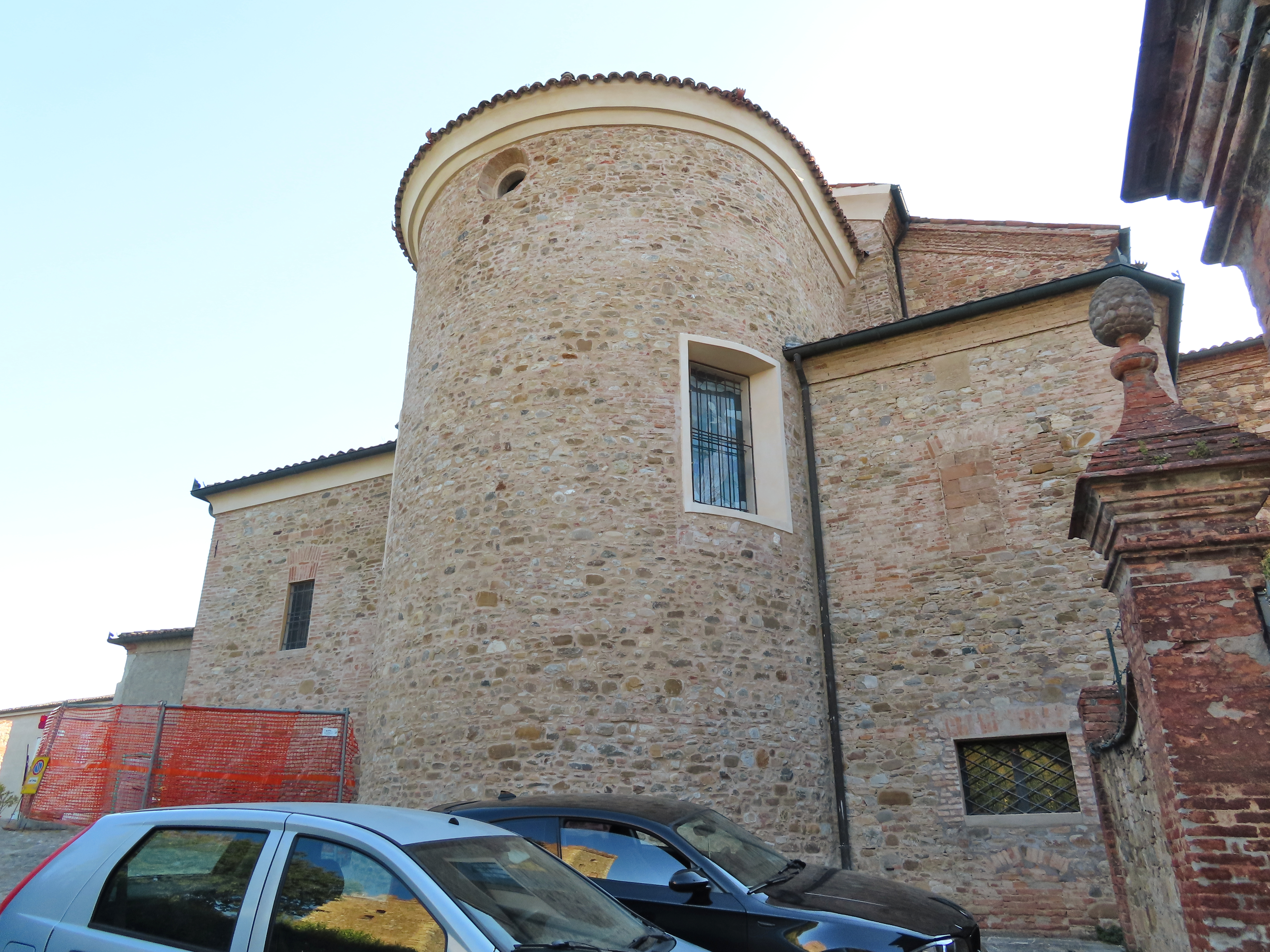
L'abside

La facciata a capanna della chiesa, rivolta a ponente e abbellita da cornici e specchiature, presenta il portale d'ingresso, sormontato da un architrave poggiante su due semicolonne tuscaniche, un riquadro intonacato e due finestre rettangolari ed è scandita da due lesene laterali sorreggenti il timpano triangolare.
Annesso alla parrocchiale è il campanile a base quadrata, la cui cella presenta su ogni lato una monofora a tutto sesto ed è coperta dal tetto a quattro falde.

### Interno
L'interno dell'edificio, la cui pianta è a croce latina, si compone di un'unica navata, sulla quale si affacciano i bracci del transetto e le cappelle laterali, introdotte da archi a tutto sesto, e le cui pareti sono scandite da lesene sorreggenti la trabeazione sopra la quale si imposta la volta; al termine dell'aula si sviluppa il presbiterio, rialzato di due gradini e chiuso dall'abside di forma semicircolare.
Qui sono conservate diverse opere di pregio, tra le quali la tela seicentesca avente come soggetto la Madonna col Bambino assieme ai Santi Bonaventura, Nicola da Tolentino e Francesca Romana, la pala raffigurante Maria Santissima Liberatrice con i Santi Paolo apostolo, Lorenzo Martire, Giacomo maggiore apostolo e Policarpo vescovo, eseguita nel 1644 da Giacinto Gimignani, le due statue lignee che rappresentano Santa Caterina e Sant'Agata e il dipinto ritraente la Madonna che porge la corona del rosario ai Santi Domenico di Guzman e Caterina da Siena, realizzato alla fine del XVI secolo dal romagnolo Gian Paolo Gavazzi.